# Edward A. Perry
Edward Aylesworth Perry, född 15 mars 1831 i Richmond, Massachusetts, död 15 oktober 1889 i Kerrville, Texas, var en amerikansk demokratisk politiker, general och jurist. Han tjänstgjorde som brigadgeneral i Amerikas konfedererade staters armé under amerikanska inbördeskriget. Han var guvernör i Florida 1885-1889.
Perry studerade en kort tid vid Yale och flyttade sedan till Alabama. Han inledde sin karriär som advokat i Florida. Han arbetade som domare i Escambia County, Florida 1857-1861. Han gifte sig 1859 med Wathen Herbert Taylor.
Perry tog 1861 värvning i den konfedererade armén. Han avancerade snabbt till kapten, sedan till överste och till sist till brigadgeneral. Han sårades i slaget i vildmarken.
Perry efterträdde 1885 William D. Bloxham som guvernör i Florida. Han förhöll sig mycket kritisk mot carpetbaggers. Han efterträddes i januari 1889 av Francis P. Fleming.
Perrys grav finns på St. John's Cemetery i Pensacola.